# Brokeback Mountain – Túl a barátságon
A Brokeback Mountain – Túl a barátságon (eredeti cím: Brokeback Mountain) 2005-ben bemutatott Oscar-díjas kanadai–amerikai filmdráma, amelynek központi témája a férfiszerelem. Az Amerikai Egyesült Államok nyugati részén játszódik, és két cowboy éveken át tartó titkolt szerelmi viszonyáról szól. A filmet Ang Lee rendezte, a forgatókönyvet Diana Ossana és Larry McMurtry írták Annie Proulx Közel s távol című novellája alapján. 
A főszereplők Heath Ledger, Jake Gyllenhaal, Anne Hathaway és Michelle Williams. A Túl a barátságon a Velencei Nemzetközi Filmfesztiválon Arany Oroszlán díjat, a 2005-ös Oscar-díj kiosztáson pedig három szobrot nyert, köztük a legjobb rendezésért járó díjat is.

## Cselekmény
1963-ban Wyomingban két fiatal cowboy nyári munkára szegődik: két hónapon át birkákat őriznek a festői szépségű Brokeback-hegyen. Az egyik fiú, Jack Twist (Gyllenhaal) a közelben élő szüleitől szeretne függetlenedni anyagilag, de álma valójában a rodeó; míg a másik, Ennis Del Mar (Ledger) árva, aki arra készül, hogy feleségül vegye kedvesét, Almát (Williams).
A két fiatalember közül az egyik mindig az alaptáborban tartózkodik és főz, míg a másik tereli a birkákat, így többnyire csak akkor találkoznak, amikor egymást váltva közösen étkeznek. Ezek a közös vacsorák idővel hosszú beszélgetésekbe és italozásokba folynak, az egyik ilyen alkalmat követően Ennis úgy dönt, nem megy fel a hegyre a birkákhoz, és inkább elalszik a tűz mellett. Hajnalban, amikor a parázs kialszik, és fagyoskodik a hidegben, Jack beinvitálja a sátorba, majd láthatóan minden átmenet nélkül megfogja a félálomban lévő Ennis kezét, és magára húzza. Ennis felébred, és zavarba jön – menekülne, majd egy hosszú egymásra nézést követően mégis közösül Jackkel. Másnap ugyan mindketten azt állítják, hogy „nem melegek”, de ettől függetlenül a kapcsolatuk fizikailag és érzelmileg is kezd elmélyülni.
Nyár végén a két férfi útjai elválnak, utolsó közös munkanapjukon ráadásul egy játékosnak induló verekedésük komolyabbra fordul, így a búcsúzás némiképp távolságtartóra sikerül. Ennis elveszi Almát, és hamarosan megszületik az első közös gyerekük, Alma Junior, majd a második lányuk is. Eleinte Riverton szélén élnek egy farmon, majd Alma nyomására beköltöznek a városba, ahol ő is munkát vállal a vegyesboltban. Jack egy rodeón megismerkedik a csinos és öntudatos, jómódú családból származó Lureennel (Anne Hathaway), akit teherbe ejt, majd feleségül is vesz, munkát kap az após mezőgazdasági gépeket forgalmazó cégénél.
Úgy tűnik, mindkét férfi élete kiteljesedett, és példamutató életet élnek – jó férjek, gondos apák. Ám négy évvel azután, hogy a Brokeback-hegyen megismerkedtek, Jack Riverton környékén jár, és meglátogatja Ennist. Találkozásuk pillanatában olyan heves érzelmek lobbannak fel bennük, amelyeket korábban sosem tudtak így kimutatni. Ettől kezdve rendszeressé válik, hogy két-három havonta elmennek a Brokeback-hegyre „horgászni", ebben az időszakban boldogok és felszabadultak.
Jack szeretné, ha valahol vennének közösen egy farmot, és ketten új életet kezdenének, Ennist azonban egy gyerekkori emlék (látta egy idős, köztudottan homoszexuális férfi holttestét, akit előtte halálra kínoztak) és a családja, a közösség elvárásai és a munkája is visszatartják ebben. Ennis felesége először csak gyanakszik a férje titkolt viszonyára, majd beadja a válókeresetet, és újból férjhez megy. Jacket sem kímélik a családi gondok: neki az apósával kell állandó dominanciaharcot vívnia.
Az egyre ritkább találkozások és a mindkét férfi életében szaporodó gondok elválasztják őket egymástól – Jack eleinte Mexikóban, férfiprostituáltaktól, majd a saját társasági körében szerzett ismeretségektől várja vágyai kielégítését, míg Ennist csöndben eszi a bánat, amelyből a belé szerelmes csinos pincérnő (a Vészhelyzet című sorozatból ismert Linda Cardellini) sem tudja kirángatni.
Ennis egy Jacknek küldött képeslapját a posta „elhunyt” felirattal küldi vissza, ebből értesül barátja haláláról. Jack volt felesége telefonon elmeséli neki, hogy kerékpumpálás közben Jack arcába belerobbant a túlhevült gumi, és ahogy a hátán feküdt, belefulladt a saját vérébe. Ennis azonban nem hisz a nőnek, képzeletében megjelenik előtte, ahogy agyonverik Jacket.
Ennis meglátogatja Jack szüleit, hogy elkérje tőlük a fiuk hamvait, hogy azokat végakaratának megfelelően szétszórja a Brokeback-hegyen. Itt szembesül azzal, hogy Jack apja és anyja tudtak a fiuk másságáról, és az apa nem engedi, hogy Ennis elvigye a hamvakat. Jack apja megemlíti, hogy a fia milyen sokszor emlegette Ennis nevét, hogy majd elhozza ide, és együtt fognak élni, földet művelni – ám a halála előtti tavasszal Jack egy „másik férfival” járt náluk, és vele kezdett el házat építeni. Ennis láthatóan nem fogja föl mindezt, de elérzékenyül, amikor Jack szobájában megtalálja azt az ingét, amelyet a Brokeback-hegyen töltött utolsó munkanapjukon kitört verekedés-évődésben összevérzett, és amit húsz éven át megőrzött.

## Szereplők
| Színész                | Szerep               | Magyar hang       |
| ---------------------- | -------------------- | ----------------- |
| Heath Ledger           | Ennis Del Mar        | Kamarás Iván      |
| Jake Gyllenhaal        | Jack Twist           | Fekete Ernő       |
| Michelle Williams      | Alma Beers Del Mar   | Györgyi Anna      |
| Anne Hathaway          | Lureen Newsome Twist | Tóth Ildikó       |
| Randy Quaid            | Joe Aguirre          | Csuja Imre        |
| Linda Cardellini       | Cassie Cartwright    | Botos Éva         |
| Anna Faris             | Lashawn Malone       | Balogh Anikó      |
| David Harbour          | Randall Malone       | Forgács Péter     |
| Roberta Maxwell        | Mrs. Twist           | Szabó Éva         |
| Peter McRobbie         | John Twist           | Végvári Tamás     |
| Kate Mara              | Alma Del Mar Jr.     | Nemes Takách Kata |
| Scott Michael Campbell | Monroe               | Hajdu Steve       |
| Graham Beckel          | L.D. Newsome         | Konrád Antal      |
| Mary Liboiron          | Fayette Newsome      | Koffler Gizella   |
| Larry Reese            | pap                  |                   |
| Marty Antonini         | Timmy                | Bácskai János     |

## Háttér
A film számos vitát váltott, és legalább ennyi elismerést vívott ki. Annie Proulx novellája először 1997-ben jelent meg a The New Yorker magazinban, amely hatalmas sikert aratott. Az írónő 1935-ben született Connecticutban, így volt egy reális képe arról, milyen lehetett Amerika a 60-as, 70-es években a közép-nyugati farmervilágban. Ezt a realista ábrázolást szőtte történetté két olyan szereplő felhasználásával, akik egészen idáig szerepelhettek az irodalomban hősként vagy antihősként, de egy cowboy homoszexuális ábrázolása a konzervatív nézetű amerikaiak szemében ugyanazt jelentette volna, mintha Supermant ábrázolták volna melegnek.
A cowboy az Egyesült Államokban ugyanis egy többnyire aszexuális jellemvonásokkal rendelkező ikon, amely megjelenhet „magányos vadász” vagy „apa” képében, illetve negatív hősként olyan férfi alakjában, aki bordélyházakat látogat. Proulx kisregénye azonban pont ezekkel a sztereotípiákkal szakított, amellyel heves ellenkezést váltott ki a korszakot idealizáló, azt „tisztának” és „romlatlannak” tartó emberek körében.
Hollywoodban nem akadt olyan rendező, aki elvállalta volna a film rendezését – még élénken élt többségükben a kép, ami Jonathan Demme-et a Philadelphia kapcsán körülvette. A filmgyárak nem szívesen adják sem a rendezőiket, sem a színészeiket „meleg témájú” filmekhez, legalábbis nem olyanokhoz, amelyek a homoszexuális ábrázolásnál a drámát helyezik előtérbe a komédiával szemben. A klasszikus nézet szerint ugyanis a meleg témák még mindig valamilyen szinten tabunak számítanak, egyrészt azért, mert az ilyen filmek többnyire az érdekelt „rétegközönséget” vonzzák be a mozikba, akiknek valamit „mutatni is kell”. A másik ok ismét a sztereotípiákban keresendő: az „álomgyár” nem szívesen alkalmaz olyan (elsősorban középosztályú) színészeket, akik homoszexuális szerepet játszottak, mivel az ilyen szerep a későbbi nézőkben is negatív asszociációkat kelthet.
A film így a tajvani Ang Leehez került, aki korábban a Tigris és Sárkánnyal már bizonyított a díjátadókon. A film zenéjét Gustavo Santaolalla szerezte, aki korábban a 21 gramm című filmben már bizonyította tehetségét, és második Oscar-díját nemrégiben vehette át a Babel című film zenéjéért.
A főszereplőnek felkért színészek azonban nem vállaltak komoly kockázatot – Jake Gyllenhaal fiatal színészként átütő sikerrel robbant be a köztudatba a Donnie Darko című film kapcsán, míg az ausztrál Heath Ledger olyan tinifilmekkel szerzett népszerűséget, mint a 10 dolog, amit utálok benned vagy a Lovagregény, de játszott Mel Gibson A hazafi című filmjében, illetve még a Túl a barátságon bemutatásának évében magára öltötte Casanova és az egyik Grimm testvér szerepét is. Bár a forgatás során a két színész remekül összebarátkozott, a pletykáknak mégis elejét vette, hogy Ledger az életben is feleségül vette filmbéli kedvesét, Michelle Williamset.
A 2005-ös, 78. Oscar-díjkiosztáson tobzódtak a „kényes témákkal” foglalkozó filmek: A Született feleségek című sorozatból ismert Felicity Huffman a Transamerica című filmért csak a jelölésig jutott, de Philip Seymour Hoffman meg is kapta az Oscar-díjat Truman Capote megszemélyesítéséért, ezzel Heath Ledgert kiütötte a legjobb férfi alakítás díjáért folyó versenyben. Így lassan bezárult a kör: a találgatások már csak arra vonatkoztak, hogy a Túl a barátságon nyeri-e a legjobb filmnek járó díjat, vagy a nagy ellenfél, az Ütközések, amely egy másik tabut döntögetett, nevezetesen a feketékkel szemben élő rasszizmust.
A Filmakadémia 78. díjkiosztóján végül a zsűri egy köztes megoldást talált: Ang Lee megkapta a legjobb rendezésért járó Oscart, de így a Túl a barátságon csak a második legjobb film lehetett az Ütközések mögött.
A film egy Wyoming állambéli, fiktív helyen játszódik, a Brokeback-hegyen. A valódi helyszín a Montana és Wyoming államokon áthaladó Big Horn nevet viselő hegység. A filmben megemlítik Riverton városát is mint Jack lakhelye – az ide kapcsolódó jelenetek egyike sem játszódik Riverton városában. Mindezekmellett bizonyos részek a kanadai Alberta állam déli részén játszódnak.